# Museu Nacional de Arte (México)
O Museu Nacional de Arte (em castelhano:  Museu Nacional de Arte, MUNAL) é uma instituição cultural situada no Centro Histórico da Cidade do México, na praça Manuel Tolsá. Abriga uma coleção representativa da arte mexicana, datada do antigo Vice-Reino da Nova Espanha até aos anos de 1950.
O edifício localiza-se no Palácio da Secretaria das Comunicações e Obras Públicas, cujo estilo arquitetónico é eclético, muito comum no início do século XX, mas é predominantemente neoclássico e renascentista.
Também abriga uma estátua equestre de Carlos IV de Espanha, que era um monarca espanhol pouco antes do México tornar-se um país independente. A estátua, conhecida comummente como O Cavalinho, situava-se originalmente na praça do Zócalo, mas foi transferida a diferentes lugares.